# Torneo Anual de Primera B 2023 (Liga Chacarera)
El Torneo Anual 2023 de Primera B, organizado por la Liga Chacarera de Fútbol, será el segundo torneo de la temporada en dicha categoría. Inició el 9 de junio y finalizó el 7 de octubre.
Lo disputarán los ocho equipos pertenecientes a dicha división. El campeón ascenderá de manera directa a la Primera División y al Torneo Provincial 2024.
Los nuevos participantes son Independiente de San Antonio y La Tercena, que descendieron tras ubicarse en el último puesto de la tabla de promedios y de posiciones respectivamente. También a partir de esta temporada se sumará La Banda CF, que participará por primera vez en un torneo de la Liga Chacarera, tras conseguir la afiliación provisoria para disputar esta competición.
El sorteo del fixture se llevó a cabo el 30 de mayo.
Consagró campeón al Club Atlético Independiente de San Antonio, con la dirección técnica de Jorge Barrionuevo. Consiguiendo, así, el ascenso a la máxima categoría del fútbol chacarero y el pase al Torneo Provincial 2024.
El segundo ascenso fue para el Club Social, Cultural y Deportivo La Estación de Miraflores, que venció en los penales 3-0 al Deportivo Sumalao, tras haber igualado 1-1 en los 90' reglamentarios.

## Formato
Torneo Anual 2023
Los 8 equipos jugarán 14 partidos cada uno a lo largo de 14 fechas, en dos ruedas, bajo el sistema de todos contra todos. En este torneo se usará el sistema de puntos, de acuerdo a la reglamentación de la Internacional F. A. Board, asignándose tres puntos al equipo que resulte ganador, un punto a cada uno en caso de empate y cero puntos al perdedor.
El club que resulte campeón ascenderá a la Primera División y clasificará al Torneo Provincial de Fútbol 2024.
En el caso de que un equipo se consagre campeón tanto del Apertura como del Anual, ascenderá y disputará el Torneo Provincial 2023, cediendo de esta forma su lugar al equipo ubicado en la 5.º ubicación al Petit Torneo.
El orden de clasificación de los equipos, se determinará en una tabla de cómputo general, de la siguiente manera:
- 1) Mayor cantidad de puntos.
- 2) Mejor performance en los partidos que se enfrentaron entre sí en cada etapa; en caso de igualdad;
- 3) Mayor diferencia de goles; en caso de igualdad;
- 4) Mayor cantidad de goles a favor; en caso de igualdad;
- 5) Sorteo.

En caso de que la igualdad, sea de más de dos equipos, esta se dejará reducida a dos clubes, de acuerdo al orden de clasificación de los equipos determinado anteriormente.
Petit Torneo
Lo jugarán 4 equipos, el campeón del Torneo Apertura 2023 más los 3 mejores ubicados en la tabla de posiciones luego del campeón. Los cruces fueron determinados mediante sorteo. Se desarrollará mediante el sistema de eliminación directa, a un solo partido. En caso de persistir la igualdad en los 90 minutos de juego, se definirá mediante tiros desde el punto penal.
El equipo ganador obtendrá el segundo ascenso a la Primera División 2024.

## Equipos participantes
| Nombre del club                               | Ciudad                              | Departamento        | Fundación           |
| --------------------------------------------- | ----------------------------------- | ------------------- | ------------------- |
| Club Atlético La Tercena                      | La Tercena                          | Fray Mamerto Esquiú | 18 de junio de 1933 |
| Centro Cultural y Deportivo La Carrera        | La Carrera                          | Fray Mamerto Esquiú | 5 de agosto de 1943 |
| Club Deportivo Sumalao                        | Sumalao                             | Valle Viejo         | 15 de marzo de 1926 |
| Club Atlético Independiente                   | San Antonio                         | Fray Mamerto Esquiú | 27 de enero de 1950 |
| Club Deportivo Juventud Unida                 | La Falda de San Antonio             | Fray Mamerto Esquiú | 5 de julio de 1948  |
| La Banda Club de Fútbol                       | San Fernando del Valle de Catamarca | Capital             | 28 de enero de 2006 |
| Club Social, Cultural y Deportivo La Estación | Miraflores                          | Capayán             | 11 de mayo de 2010  |
| Club Social y Deportivo San Antonio           | San Antonio                         | Fray Mamerto Esquiú | 28 de mayo de 1940  |

### Distribución geográfica de los equipos
| Departamento        | Cant. | Equipos |
| ------------------- | ----- | --- |
| Fray Mamerto Esquiú | 5     | Atlético La Tercena, Deportivo La Carrera, Independiente (San Antonio), Juventud Unida (La Falda) y Social San Antonio |
| Valle Viejo         | 1     | Deportivo Sumalao |
| Capayán             | 1     | La Estación (Miraflores)                                                                                               |
| Capital             | 1     | La Banda CF |

## Estadios
| | | |
| | | |
| Estadio Primo Antonio Prevedello Ciudad: San Isidro Capacidad: 6 000 espectadores Propietario: Liga Chacarera de Fútbol | Estadio Jorge César Vargas Ciudad: Banda de Varela Capacidad: 1 500 espectadores Propietario: Club Deportivo Coronel Daza | Estadio Defensores de Esquiú Ciudad: San José de Piedra Blanca Capacidad: 800 espectadores Propietario: Club Defensores de Esquiú |

## Competición

### Tabla de posiciones
| Pos. | Equipo                      | Pts. | PJ | PG | PE | PP | GF | GC | Dif. |
| ---- | --------------------------- | ---- | -- | -- | -- | -- | -- | -- | ---- |
| 1.º  | Independiente (San Antonio) | 31   | 14 | 9  | 4  | 1  | 28 | 11 | 17   |
| 2.º  | Juventud Unida (La Falda)   | 30   | 14 | 9  | 3  | 2  | 32 | 15 | 17   |
| 3.º  | La Estación (Miraflores)    | 30   | 14 | 9  | 3  | 2  | 19 | 10 | 9    |
| 4.º  | Deportivo Sumalao (*)       | 25   | 14 | 7  | 4  | 3  | 28 | 14 | 14   |
| 5.º  | Social San Antonio          | 17   | 14 | 4  | 5  | 5  | 20 | 24 | −4   |
| 6.º  | La Banda CF                 | 9    | 14 | 3  | 0  | 11 | 10 | 33 | −23  |
| 7.º  | Atlético La Tercena         | 8    | 14 | 2  | 2  | 10 | 14 | 23 | −9   |
| 8.º  | Deportivo La Carrera        | 7    | 14 | 2  | 1  | 11 | 9  | 30 | −21  |

|  | Campeón. Ascendió a la Primera División y clasificó al Torneo Provincial 2024. |
|  | Clasificados al Petit Torneo.                                                  |

|  |

#### Evolución de las posiciones
| Equipo / Fecha       | 1 | 2 | 3 | 4 | 5 | 6 | 7 | 8 | 9 | 10 | 11 | 12 | 13 | 14 |
| -------------------- | - | - | - | - | - | - | - | - | - | -- | -- | -- | -- | -- |
| Atlético La Tercena  | 5 | 6 | 6 | 7 | 6 | 7 | 7 | 7 | 7 | 8  | 8  | 8  | 7  | 7  |
| Deportivo La Carrera | 8 | 8 | 8 | 6 | 7 | 8 | 8 | 8 | 8 | 7  | 7  | 7  | 8  | 8  |
| Deportivo Sumalao    | 6 | 5 | 5 | 3 | 4 | 5 | 4 | 4 | 4 | 4  | 4  | 3  | 4  | 4  |
| Independiente (SA)   | 3 | 1 | 1 | 2 | 2 | 2 | 2 | 1 | 1 | 2  | 3  | 2  | 1  | 1  |
| Juventud Unida (LF)  | 1 | 3 | 4 | 4 | 3 | 3 | 3 | 2 | 2 | 3  | 1  | 1  | 2  | 2  |
| La Banda CF          | 2 | 4 | 3 | 5 | 5 | 4 | 5 | 5 | 6 | 6  | 6  | 6  | 6  | 6  |
| La Estación (M)      | 4 | 2 | 2 | 1 | 1 | 1 | 1 | 3 | 3 | 1  | 2  | 4  | 3  | 3  |
| Social San Antonio   | 7 | 7 | 7 | 8 | 8 | 6 | 6 | 6 | 5 | 5  | 5  | 5  | 5  | 5  |

|  |

### Resultados

#### Primera rueda
| Fecha 1                     | Fecha 1   | Fecha 1                   | Fecha 1                  | Fecha 1     | Fecha 1 |
| Local                       | Resultado | Visita                    | Estadio                  | Fecha       | Hora    |
| --------------------------- | --------- | ------------------------- | ------------------------ | ----------- | ------- |
| Independiente (San Antonio) | 2 - 1     | La Tercena                | Primo Antonio Prevedello | 9 de junio  | 14:15   |
| Social San Antonio          | 1 - 3     | La Banda CF               | Primo Antonio Prevedello | 9 de junio  | 16:15   |
| La Carrera                  | 0 - 4     | Juventud Unida (La Falda) | Primo Antonio Prevedello | 10 de junio | 14:15   |
| La Estación (Miraflores)    | 1 - 0     | Deportivo Sumalao         | Primo Antonio Prevedello | 11 de junio | 14:15   |

| Fecha 2                   | Fecha 2   | Fecha 2                     | Fecha 2                  | Fecha 2     | Fecha 2 |
| Local                     | Resultado | Visita                      | Estadio                  | Fecha       | Hora    |
| ------------------------- | --------- | --------------------------- | ------------------------ | ----------- | ------- |
| La Tercena                | 1 - 1     | Social San Antonio          | Primo Antonio Prevedello | 16 de junio | 14:15   |
| Deportivo Sumalao         | 2 - 1     | La Carrera                  | Jorge César Vargas       | 16 de junio | 14:15   |
| La Banda CF               | 0 - 1     | La Estación (Miraflores)    | Jorge César Vargas       | 17 de junio | 14:15   |
| Juventud Unida (La Falda) | 1 - 3     | Independiente (San Antonio) | Primo Antonio Prevedello | 17 de junio | 14:15   |

| Fecha 3                  | Fecha 3   | Fecha 3                     | Fecha 3                  | Fecha 3     | Fecha 3 |
| Local                    | Resultado | Visita                      | Estadio                  | Fecha       | Hora    |
| ------------------------ | --------- | --------------------------- | ------------------------ | ----------- | ------- |
| La Carrera               | 1 - 3     | La Banda CF                 | Primo Antonio Prevedello | 23 de junio | 14:15   |
| La Estación (Miraflores) | 2 - 1     | La Tercena                  | Jorge César Vargas       | 24 de junio | 14:00   |
| Deportivo Sumalao        | 1 - 1     | Juventud Unida (La Falda)   | Primo Antonio Prevedello | 25 de junio | 14:15   |
| Social San Antonio       | 1 - 3     | Independiente (San Antonio) | Primo Antonio Prevedello | 25 de junio | 16:15   |

| Fecha 4                     | Fecha 4   | Fecha 4                  | Fecha 4                  | Fecha 4     | Fecha 4 |
| Local                       | Resultado | Visita                   | Estadio                  | Fecha       | Hora    |
| --------------------------- | --------- | ------------------------ | ------------------------ | ----------- | ------- |
| Juventud Unida (La Falda)   | 4 - 3     | Social San Antonio       | Jorge César Vargas       | 30 de junio | 14:00   |
| La Banda CF                 | 0 - 4     | Deportivo Sumalao        | Primo Antonio Prevedello | 30 de junio | 16:15   |
| La Tercena                  | 0 - 1     | La Carrera               | Primo Antonio Prevedello | 1 de julio  | 14:15   |
| Independiente (San Antonio) | 1 - 3     | La Estación (Miraflores) | Primo Antonio Prevedello | 1 de julio  | 16:15   |

| Fecha 5                  | Fecha 5   | Fecha 5                     | Fecha 5                  | Fecha 5    | Fecha 5 |
| Local                    | Resultado | Visita                      | Estadio                  | Fecha      | Hora    |
| ------------------------ | --------- | --------------------------- | ------------------------ | ---------- | ------- |
| La Estación (Miraflores) | 1 - 1     | Social San Antonio          | Jorge César Vargas       | 7 de julio | 14:15   |
| La Carrera               | 0 - 1     | Independiente (San Antonio) | Primo Antonio Prevedello | 7 de julio | 14:15   |
| La Banda CF              | 0 - 3     | Juventud Unida (La Falda)   | Primo Antonio Prevedello | 8 de julio | 14:15   |
| Deportivo Sumalao        | 0 - 1     | La Tercena                  | Primo Antonio Prevedello | 9 de julio | 14:15   |

| Fecha 6                     | Fecha 6   | Fecha 6                   | Fecha 6                  | Fecha 6     | Fecha 6 |
| Local                       | Resultado | Visita                    | Estadio                  | Fecha       | Hora    |
| --------------------------- | --------- | ------------------------- | ------------------------ | ----------- | ------- |
| Social San Antonio          | 2 - 1     | La Carrera                | Primo Antonio Prevedello | 14 de julio | 14:15   |
| La Tercena                  | 1 - 3     | La Banda CF               | Jorge César Vargas       | 15 de julio | 14:00   |
| Independiente (San Antonio) | 2 - 2     | Deportivo Sumalao         | Primo Antonio Prevedello | 15 de julio | 14:15   |
| La Estación (Miraflores)    | 0 - 1     | Juventud Unida (La Falda) | Primo Antonio Prevedello | 16 de julio | 14:15   |

| Fecha 7                   | Fecha 7   | Fecha 7                     | Fecha 7                  | Fecha 7     | Fecha 7 |
| Local                     | Resultado | Visita                      | Estadio                  | Fecha       | Hora    |
| ------------------------- | --------- | --------------------------- | ------------------------ | ----------- | ------- |
| La Banda CF               | 0 - 5     | Independiente (San Antonio) | Primo Antonio Prevedello | 21 de julio | 14:15   |
| Juventud Unida (La Falda) | 3 - 1     | La Tercena                  | Jorge César Vargas       | 22 de julio | 14:00   |
| La Carrera                | 0 - 4     | La Estación (Miraflores)    | Primo Antonio Prevedello | 22 de julio | 14:15   |
| Deportivo Sumalao         | 6 - 1     | Social San Antonio          | Primo Antonio Prevedello | 23 de julio | 13:45   |

#### Segunda rueda
| Fecha 8                   | Fecha 8   | Fecha 8                     | Fecha 8                  | Fecha 8     | Fecha 8 |
| Local                     | Resultado | Visita                      | Estadio                  | Fecha       | Hora    |
| ------------------------- | --------- | --------------------------- | ------------------------ | ----------- | ------- |
| Juventud Unida (La Falda) | 4 - 1     | La Carrera                  | Primo Antonio Prevedello | 28 de julio | 14:15   |
| La Banda CF               | 0 - 3     | Social San Antonio          | Jorge César Vargas       | 29 de julio | 14:00   |
| Deportivo Sumalao         | 3 - 0     | La Estación (Miraflores)    | Primo Antonio Prevedello | 29 de julio | 14:15   |
| La Tercena                | 1 - 2     | Independiente (San Antonio) | Primo Antonio Prevedello | 30 de julio | 14:15   |

| Fecha 9                     | Fecha 9   | Fecha 9                   | Fecha 9                  | Fecha 9      | Fecha 9 |
| Local                       | Resultado | Visita                    | Estadio                  | Fecha        | Hora    |
| --------------------------- | --------- | ------------------------- | ------------------------ | ------------ | ------- |
| Social San Antonio          | 1 - 0     | La Tercena                | Primo Antonio Prevedello | 11 de agosto | 14:15   |
| La Carrera                  | 2 - 4     | Deportivo Sumalao         | Jorge César Vargas       | 12 de agosto | 14:00   |
| La Estación (Miraflores)    | 1 - 0     | La Banda CF               | Jorge César Vargas       | 12 de agosto | 16:00   |
| Independiente (San Antonio) | 1 - 1     | Juventud Unida (La Falda) | Primo Antonio Prevedello | 12 de agosto | 16:15   |

| Fecha 10                    | Fecha 10  | Fecha 10                 | Fecha 10                 | Fecha 10     | Fecha 10 |
| Local                       | Resultado | Visita                   | Estadio                  | Fecha        | Hora     |
| --------------------------- | --------- | ------------------------ | ------------------------ | ------------ | -------- |
| La Banda CF                 | 0 - 1     | La Carrera               | Primo Antonio Prevedello | 18 de agosto | 14:15    |
| Juventud Unida (La Falda)   | 1 - 1     | Deportivo Sumalao        | Primo Antonio Prevedello | 19 de agosto | 14:15    |
| Independiente (San Antonio) | 1 - 1     | Social San Antonio       | Primo Antonio Prevedello | 20 de agosto | 14:15    |
| La Tercena                  | 0 - 1     | La Estación (Miraflores) | Primo Antonio Prevedello | 21 de agosto | 14:15    |

| Fecha 11                 | Fecha 11  | Fecha 11                    | Fecha 11                 | Fecha 11     | Fecha 11 |
| Local                    | Resultado | Visita                      | Estadio                  | Fecha        | Hora     |
| ------------------------ | --------- | --------------------------- | ------------------------ | ------------ | -------- |
| Social San Antonio       | 0 - 1     | Juventud Unida (La Falda)   | Primo Antonio Prevedello | 25 de agosto | 14:15    |
| La Carrera               | 0 - 0     | La Tercena                  | Defensores de Esquiú     | 26 de agosto | 14:15    |
| La Estación (Miraflores) | 0 - 0     | Independiente (San Antonio) | Primo Antonio Prevedello | 26 de agosto | 14:15    |
| Deportivo Sumalao        | 2 - 1     | La Banda CF                 | Primo Antonio Prevedello | 27 de agosto | 14:15    |

| Fecha 12                    | Fecha 12  | Fecha 12                 | Fecha 12                 | Fecha 12        | Fecha 12 |
| Local                       | Resultado | Visita                   | Estadio                  | Fecha           | Hora     |
| --------------------------- | --------- | ------------------------ | ------------------------ | --------------- | -------- |
| La Tercena                  | 1 - 2     | Deportivo Sumalao        | Jorge César Vargas       | 1 de septiembre | 14:15    |
| Independiente (San Antonio) | 2 - 0     | La Carrera               | Primo Antonio Prevedello | 1 de septiembre | 14:15    |
| Social San Antonio          | 2 - 2     | La Estación (Miraflores) | Primo Antonio Prevedello | 2 de septiembre | 14:15    |
| Juventud Unida (La Falda)   | 3 - 0     | La Banda CF              | Primo Antonio Prevedello | 3 de septiembre | 14:15    |

| Fecha 13                  | Fecha 13  | Fecha 13                    | Fecha 13                 | Fecha 13         | Fecha 13 |
| Local                     | Resultado | Visita                      | Estadio                  | Fecha            | Hora     |
| ------------------------- | --------- | --------------------------- | ------------------------ | ---------------- | -------- |
| La Banda CF               | 0 - 3     | La Tercena                  | Primo Antonio Prevedello | 8 de septiembre  | 14:15    |
| La Carrera                | 0 - 2     | Social San Antonio          | Jorge César Vargas       | 10 de septiembre | 14:15    |
| Juventud Unida (La Falda) | 0 - 1     | La Estación (Miraflores)    | Jorge César Vargas       | 10 de septiembre | 16:15    |
| Deportivo Sumalao         | 0 - 1     | Independiente (San Antonio) | Primo Antonio Prevedello | 10 de septiembre | 16:15    |

| Fecha 14                    | Fecha 14  | Fecha 14                  | Fecha 14                 | Fecha 14         | Fecha 14 |
| Local                       | Resultado | Visita                    | Estadio                  | Fecha            | Hora     |
| --------------------------- | --------- | ------------------------- | ------------------------ | ---------------- | -------- |
| Social San Antonio          | 1 - 1     | Deportivo Sumalao         | Primo Antonio Prevedello | 15 de septiembre | 14:15    |
| Independiente (San Antonio) | 4 - 0     | La Banda CF               | Primo Antonio Prevedello | 16 de septiembre | 14:15    |
| La Estación (Miraflores)    | 2 - 1     | La Carrera                | Defensores de Esquiú     | 16 de septiembre | 14:15    |
| La Tercena                  | 3 - 5     | Juventud Unida (La Falda) | Jorge César Vargas       | 16 de septiembre | 14:15    |

|  |

|                                           |
| Club Atlético Independiente (San Antonio) |
| Campeón Torneo Anual de Primera B 2023    |

## Petit Torneo

### Equipos clasificados
| Equipo                    | Vía de clasificación               |
| ------------------------- | ---------------------------------- |
| Deportivo Sumalao         | Campeón del Torneo Apertura 2023   |
| Juventud Unida (La Falda) | Subcampeón del Torneo Anual 2023   |
| La Estación (Miraflores)  | Tercer lugar del Torneo Anual 2023 |
| Social San Antonio        | Quinto lugar del Torneo Anual 2023 |

### Cuadro de desarrollo
|  | Semifinales           | Semifinales           |                 |                   | Final        | Final        |  |
|  | 23 y 24 de septiembre | 23 y 24 de septiembre |                 |                   | 7 de octubre | 7 de octubre |  |
|  |                       |                       |                 |                   |              |              |  |
|  |                       |                       |                 |                   |              |              |  |
|  | Deportivo Sumalao     | 4                     |                 |                   |              |              |  |
|  | Deportivo Sumalao     | 4                     |                 |                   |              |              |  |
|  | Juventud Unida (LF)   | 1                     |                 |                   |              |              |  |
|  | Juventud Unida (LF)   | 1                     |                 | Deportivo Sumalao | 1 (0)        |              |  |
|  |                       |                       |                 | Deportivo Sumalao | 1 (0)        |              |  |
|  |                       |                       | La Estación (M) | 1 (3)             |              |              |  |
|  | La Estación (M)       | 3                     | La Estación (M) | 1 (3)             |              |              |  |
|  | La Estación (M)       | 3                     |                 |                   |              |              |  |
|  | Social San Antonio    | 2                     |                 |                   |              |              |  |
|  | Social San Antonio    | 2                     |                 |                   |              |              |  |
|  |                       |                       |                 |                   |              |              |  |

### Semifinales
| 24 de septiembre, 14:15 | Deportivo Sumalao                                                 | 4 - 1   | Juventud Unida (LF)          | Primo Antonio Prevedello, San Isidro |                           |
|                         | Héctor Acosta 1' · Alejandro Bazán 3' · Franco Suárez 45+1' 45+2' | Reporte | 67' (pen.) Francisco Salcedo | Árbitro(s): Javier Roldán            | Árbitro(s): Javier Roldán |

| 23 de septiembre, 14:15 | La Estación (M)                            | 3 - 2   | Social San Antonio                                 | Primo Antonio Prevedello, San Isidro |                        |
|                         | 2' 40' Jonathan Hauy · 90' Agustín Moreira | Reporte | 57' Juan Carlos Contreras · 82' Ángel Gómez Cortéz | Árbitro(s): Hugo Tapia               | Árbitro(s): Hugo Tapia |

### Final
| 7 de octubre, 16:30                                           | Deportivo Sumalao                             | 1 - 1 (0:3 p.)             | La Estación (M)                               | Primo Antonio Prevedello, San Isidro |                                      |
|                                                               | Exequiel Juárez 23'                           |                            | 14' Marcelo Bernede                           | Árbitro(s): Maximiliano Silcán Jerez | Árbitro(s): Maximiliano Silcán Jerez |
|                                                               |                                               | Tiros desde el punto penal |                                               |                                      |                                      |
|                                                               | Héctor Acosta · Alejandro Bazán · Efraín Vega |                            | Jonathan Hauy · Luis Guajardo · Darío Robledo |                                      |                                      |
| La Estación (Miraflores) ascendió a la Primera División 2024. |                                               |                            |                                               |                                      |                                      |

## Estadísticas

### Goleadores
| Jugador                   | Equipo              | Goles |
| ------------------------- | ------------------- | ----- |
| Facundo Chasampi          | Independiente (SA)  | 10    |
| Héctor Acosta             | Deportivo Sumalao   | 8     |
| José Heredia              | Juventud Unida (LF) | 8     |
| Kevin Medina              | Independiente (SA)  | 8     |
| Claudio Cejas Barrionuevo | Deportivo Sumalao   | 7     |

| Facundo Prevedello        | Juventud Unida (LF) | 5 |
| Guido Moguetta            | Juventud Unida (LF) | 5 |
| Lucas Salcedo             | Juventud Unida (LF) | 5 |
| Braian Barrionuevo        | Social San Antonio  | 4 |
| Ayrton Mendoza            | Independiente (SA)  | 3 |
| Braian Acosta             | La Estación (M)     | 3 |
| Exequiel Juárez           | Deportivo Sumalao   | 3 |
| Juan Silva                | Independiente (SA)  | 3 |
| Luciano Córdoba           | Social San Antonio  | 3 |
| Marcelo Darío Bernede     | La Estación (M)     | 3 |
| Pablo Zamorano            | La Carrera          | 3 |
| Santiago Ovejero          | La Banda CF         | 3 |
| Darío Robledo             | La Estación (M)     | 2 |
| Esteban Chayle            | La Tercena          | 2 |
| Exequiel Carrizo          | La Tercena          | 2 |
| Gonzalo López             | La Banda CF         | 2 |
| Joel Centeno              | Deportivo Sumalao   | 2 |
| Juan Reinoso              | La Carrera          | 2 |
| Lautaro Canciani          | La Tercena          | 2 |
| Luis Guajardo             | La Estación (M)     | 2 |
| Marcelo Maidana           | La Tercena          | 2 |
| René Romero               | Independiente (SA)  | 2 |
| Rodrigo Moya              | La Tercena          | 2 |
| Sergio Salcedo            | Juventud Unida (LF) | 2 |
| Adrián Robledo            | La Estación (M)     | 1 |
| Alejandro Bazán           | Deportivo Sumalao   | 1 |
| Ángel Gómez Cortez        | Social San Antonio  | 1 |
| Axel Mendoza              | Independiente (SA)  | 1 |
| Braian Ayosa              | La Tercena          | 1 |
| Braian Valdez             | La Estación (M)     | 1 |
| Brandon Burgos            | La Carrera          | 1 |
| Carlos Nieva              | Deportivo Sumalao   | 1 |
| Cristian Reinoso          | La Banda CF         | 1 |
| Damián Pacheco            | La Estación (M)     | 1 |
| Diego Puente              | Social San Antonio  | 1 |
| Emanuel Mansilla          | Social San Antonio  | 1 |
| Franco Barrionuevo        | Social San Antonio  | 1 |
| Gonzalo Rodríguez Aranda  | La Banda CF         | 1 |
| Iván López                | La Carrera          | 1 |
| Jorge Cardozo             | La Banda CF         | 1 |
| José Martínez Strina      | Social San Antonio  | 1 |
| José Luis Unzaga          | Juventud Unida (LF) | 1 |
| Juan Alderete             | La Estación (M)     | 1 |
| Juan José Cano            | Juventud Unida (LF) | 1 |
| Juan Carlos Contreras     | Social San Antonio  | 1 |
| Juan Gabriel Díaz         | La Tercena          | 1 |
| Juan Heredia              | Juventud Unida (LF) | 1 |
| Kevin Kalbermatten        | La Banda CF         | 1 |
| Lautaro Valdez            | La Carrera          | 1 |
| Leonel Chayle Quiroga     | La Tercena          | 1 |
| Luciano Chocobar          | Social San Antonio  | 1 |
| Luis Vega                 | Juventud Unida (LF) | 1 |
| Marcelo Ramírez           | La Banda CF         | 1 |
| Matías Delgado Bustamante | Deportivo Sumalao   | 1 |
| Mauro Velázquez           | Independiente (SA)  | 1 |
| Maximiliano Nieva         | Deportivo Sumalao   | 1 |
| Nicolás Hauy              | La Estación (M)     | 1 |
| Renzo López               | Social San Antonio  | 1 |
| Rodrigo Artero            | Deportivo Sumalao   | 1 |
| Rubén López               | Juventud Unida (LF) | 1 |
| Santiago Valdiviezo       | Social San Antonio  | 1 |
| Silvio Moreyra            | La Estación (M)     | 1 |
| Tomás Tula                | La Estación (M)     | 1 |
| Walter Bustamante         | La Tercena          | 1 |
| Walter Heredia            | Juventud Unida (LF) | 1 |